# 로버트 도우델
로버트 도우델(Robert Dowdell, 1933년 3월 10일 ~ 2018년 1월 23일)은 미국의 배우, 영화배우, 텔레비전 배우, 연극 배우이다.
미시간주에서 사망하였다.

## 영화
- 피부 깊숙이 (1989년)
- 아웃레이지! (1986년)
- 별들의 전쟁(영어판) (1979년)
- 제12순찰대 (1968년)
- 해저 여행 (1964년)
- 제5열 (1960년)